# Rue de la Cerisaie
Rue de la Cerisaie je ulice v Paříži v historické čtvrti Marais. Nachází se ve 4. obvodu.

## Poloha
Ulice vede od křižovatky s Boulevard Bourdon a končí na křižovatce s Rue du Petit-Musc.

## Historie
Rue de la Cerisaie byla otevřena v roce 1544 na místě třešňového sadu (odtud její název) v zahradě u paláce d'Étampes. Sad v roce 1531 připojil ke královskému paláci Saint-Pol František I., ale v roce 1543 ho prodal i s dalšími pozemky. Ulice ležela v pravém úhlu k Rue Saint-Antoine. Bohatý italský finančník Sébastien Zamet (1549–1614) si zde nechal kolem roku 1585 postavit rezidenci. Palác po jeho smrti koupil konetábl François de Bonne de Lesdiguières (1543–1626). Zahrady paláce byly v letech 1739–1742 značně zredukovány. Část byla prodána klášteru Navštívení Panny Marie a část na pozemky pro stavbu Rue de Lesdiguières, která byla otevřena v roce 1765. Palác byl zbořen v roce 1877 při stavbě Bulváru Henri-IV. Při otevření tohoto bulváru byl zničen také dům postavený v roce 1558 architektem Philibertem Delormem, kde se nalézá dům č. 14.

## Zajímavé objekty
- dům č. 4 bis: esperantské kulturní centrum
- dům č. 10: původně zde stál Hôtel de Lesdiguières zbořený roku 1877
- domy č. 13–17: původně zde stál palác Evrarda Titona du Tillet (1677–1762), majitele folie Titon
- dům č. 25: palác ze 17. století s frontonem
- dům č. 31: dům patřil klášteru celestýnů